# لای‌سنگ
لای‌سنگ یا سیلتستون (انگلیسی: Siltstone) نوعی سنگ رسوبی است که اندازه ذرات آن در حد سیلت (لای) است که ریزتر از ماسه‌سنگ و درشت‌تر از رس‌سنگ محسوب می‌شود.
سیلتستون یک سنگ آواری است و همان‌طور که از نام آن مشخص است بخش عمده آن (بیش از دو سوم) از ذرات در اندازه سیلت (لای) تشکیل شده که اندازه آن بین ۲ تا ۶۲ میکرون است. لای‌سنگ به دلیل داشتن منافذ کوچک‌تر و کمبود مشخص رس به آسانی از ماسه‌سنگ متمایز می‌شود.